# Định luật Bell–Evans–Polanyi
Trong hóa lý, nguyên lý Evans-Polanyi (hay còn gọi là nguyên lý Bell-Evans-Polanyi, nguyên lý Brønsted-Evans-Polanyi, hay nguyên lý Evans-Polanyi-Semenov) cho rằng sự khác biệt về năng lượng hoạt hóa giữa hai phản ứng của cùng một họ tỷ lệ thuận với sự khác biệt entanpi của phản ứng.
Mối quan hệ này có thể được biểu diễn như sau:
{\displaystyle E_{a}=E_{0}+\alpha \Delta H\,,}
Với:
- Ea là năng lượng hoạt hóa của phản ứng cùng loại
- ΔH là entanpi của phản ứng
- α đặc trưng cho vị trí của trạng thái chuyển tiếp theo tọa độ phản ứng (sao cho {\displaystyle 0\leq \alpha \leq 1})

Mô hình Evans-Polanyi cho rằng mối quan hệ năng lượng tự do tuyến tính (mối quan hệ năng lượng Gibbs) có thể giúp tính toán được năng lượng hoạt hóa của nhiều phản ứng trong một họ riêng biệt. Năng lượng hoạt hóa có thể được sử dụng để mô tả hằng số tốc độ phản ứng trong phương trình động học của một phản ứng nhất định thông qua việc áp dụng phương trình Arrhenius.
Mô hình Evans-Polanyi giả thiết yếu tố tiền hàm mũ của phương trình Arrhenius và vị trí của trạng thái chuyển tiếp theo tọa độ phản ứng là giống nhau cho tất cả các phản ứng thuộc về một họ phản ứng cụ thể.

## Đạo hàm
Mô hình Bell–Evans–Polanyi do Ronald Percy Bell,  Meredith Gwynne Evans và Michael Polanyi phát triển độc lập. Mô hình giải thích mối quan hệ tuyến tính rõ ràng giữa năng lượng hoạt hóa và năng lượng tự do nhiệt động (năng lượng Gibbs) trong sự phân ly của axit. Mô hình tương tự như như mô tả trong phương trình xúc tác của Brønsted, là mối quan hệ năng lượng tự do tuyến tính (phương trình đã được công bố năm 1924).
Xét phản ứng:
{\displaystyle AB+C\rightarrow A+BC}
Giả thiết hệ có phương trình động học bậc hai tự do. Gọi rAB là khoảng cách giữa nguyên tử A và B và rBC là khoảng cách giữa nguyên tử B và C. Khoảng cách giữa A và C được giả thiết là cố định thỏa mãn
r = rAB = const - rBC
Khi độ dài liên kết A—B tăng, năng lượng hệ tăng lên đến khi đạt năng lượng hoạt hóa (hệ ở trạng thái chuyển tiếp), thì phá vỡ liên kết. Sau đó năng lượng giảm dần khi liên kết B—C hình thành. Evans và Polanyi thấy được sự tương đương hai hàm năng lượng của các chất phản ứng, trạng thái chuyển tiếp và các sản phẩm theo đồ thị là hai đường thẳng (với hệ số góc lần lượt là m1 và m2) giao nhau tại trạng thái chuyển tiếp.
Đối với phân tử AB, năng lượng được cung cấp dưới dạng hàm của khoảng cách liên kết EAB(r):  

| {\displaystyle E_{AB}(r)=m_{1}(r-r_{1})} | \| \| \| \| \| \| \| \| | (1) |
|                                          |                         |     |
|                                          |                         |     |

 Ở trạng thái chuyển tiếp, r = r‡ và E = Ea. Vì vậy, có thể viết lại như sau 

| {\displaystyle E_{a}=m_{1}(r^{\ddagger }-r_{1})} | \| \| \| \| \| \| \| \| | (2) |
|                                                  |                         |     |
|                                                  |                         |     |
Sắp xếp lại theo biểu thức của r‡ 

| {\displaystyle r^{\ddagger }={\frac {E_{a}}{m_{1}}}+r_{1}} | \| \| \| \| \| \| \| \| | (3) |
|                                                            |                         |     |
|                                                            |                         |     |
Đối với phân tử BC, một biểu thức năng lượng tương tự phân tử AB, có dạng  

| {\displaystyle E_{BC}(r)=m_{2}(r-r^{\ddagger })+E_{a}} | \| \| \| \| \| \| \| \| | (4) |
|                                                        |                         |     |
|                                                        |                         |     |
Do đó, sự thay đổi entanpi tổng thể của hệ thống, ΔH có thể được biểu diễn như sau 

| {\displaystyle \Delta H=m_{2}(r_{2}-r^{\ddagger })+E_{a}} | \| \| \| \| \| \| \| \| | (5) |
|                                                           |                         |     |
|                                                           |                         |     |
Thay (3) vào (4), chuyển vế cho được phương trình sau:  

| {\displaystyle E_{a}={\frac {m_{1}}{m_{1}-m_{2}}}[\Delta H-m_{2}(r_{2}-r_{1})]} | \| \| \| \| \| \| \| \| | (6) |
|                                                                                 |                         |     |
|                                                                                 |                         |     |
Các hằng số trong phương trình (6) có thể được rút gọn thành dạng phổ biến của phương trình Evans-Polanyi đã cho ở trên.